# FK Tsjeljabinsk
FK Tsjeljabinsk (Russisch: ФК Челябинск) is Russische voetbalclub uit de stad Tsjeljabinsk.

## Geschiedenis
De club werd opgericht in 1977 als Strela Tsjeljabinsk. In 1989 speelde de club voor het eerst in de derde divisie van de Sovjet-Unie. In 1990 werd de naam gewijzigd in Zenit Tsjeljabinsk en eindigde twee jaar op rij op een zesde plaats. 
Na het uiteenvallen van de Sovjet-Unie ging de club in de nieuwe eerste divisie spelen van Rusland, het tweede hoogste niveau. Na twee seizoenen werd de tweede klasse hervormd naar één reeks en de club koos er ook niet voor om in de tweede divisie van start te gaan en werd een amateurclub. 
Sinds 1998 speelt de club onafgebroken in de tweede divisie (derde niveau). In 1999 en 2007 behaalden ze hun beste notering, een derde plaats. 